# Hugo Chumbita
Hugo Chumbita (Santa Rosa, La Pampa, em 1940), é um advogado, escritor e historiador argentino.  
Esteve preso sem causa judicial entre 1975 e 1978 pela perseguição que Ramón Camps iniciou na Universidade Nacional de La Pampa.  
Se refugiou na Espanha até 1984 quando regressou à Argentina.

## Obras
- Bairoletto: prontuario y leyenda, 1974 (em espanhol)
- El enigma peronista, 1989 (em espanhol)
- Los carapintada. Historia de un malentendido argentino, 1990 (em espanhol)
- Última frontera. Vairoleto: vida y leyenda de un bandolero, 1999 (em espanhol)
- Jinetes rebeldes. Historia del bandolerismo social en la Argentina, 2000 (em espanhol)
- El secreto de Yapeyú. El origen mestizo de San Martín, 2001 (em espanhol)
- Hijos del país. San Martín, Yrigoyen, Perón, 2004 (em espanhol)

## Ligações Externas
- Página Oficial em Espanhol